# Filarete
Filarete, właściwie Antonio di Pietro Averlino, Averulino (ur. ok. 1400 we Florencji, zm. ok. 1469 w Rzymie) – włoski rzeźbiarz, architekt, teoretyk sztuki.
Na polecenie Piotra Medyceusza w 1451 roku przeniósł się do Florencji, gdzie pracował nad Zamkiem Sforzów. W następnych latach zaprojektował również m.in. drzwi z brązu w bazylice św. Piotra w Rzymie i Ospedale Maggiore w Mediolanie (ob. siedziba Uniwersytetu Mediolańskiego). Jego dzieła łączą cechy późnogotyckiej tradycji lombardzkiej i kultury renesansu Toskanii. Na przestrzeni lat jego dzieła zostały zniszczone lub znacząco zmodyfikowane.
Jest autorem liczącego 25 tomów Trattato d’architettura (pl. Traktat o architekturze), napisanego w latach 1460–1464. Był to pierwszy traktat teoretyczny napisany w języku starowłoskim (latino volgare). Praca nie została wydana drukiem, znana jest dzięki odpisom, które w XVI wieku krążyły po Włoszech i Hiszpanii.
Jako pierwszy artysta renesansowy zainteresował się problemami urbanistycznymi. Efektem jego prac stał się projekt miasta idealnego Sforzinda (na cześć Franciszka I Sforzy). Zawód architekta porównywał do lekarza, którą wcześniej stosował Witruwiusz. W swojej pracy Filarete powielił niektóre pomysły Albertiego. Styl pisarski Filarete był niespójny, co skrytykował Giorgio Vasari w Żywotach najsławniejszych malarzy, rzeźbiarzy i architektów.